# In War Time (Cannan)
In War Time – tomik wierszy angielskiej poetki May Wedderburn Cannan, opublikowany w 1917, zawierający wiersze powstałe w czasie I wojny światowej, w której autorka brała czynny udział jako wolontariuszka we Francji. W tomiku znalazł się jej najpopularniejszy, przedrukowywany w wielu antologiach wiersz Rouen.